# Segura de Toro (kommunhuvudort)
Segura de Toro är en kommunhuvudort i Spanien.   Den ligger i provinsen Provincia de Cáceres och regionen Extremadura, i den centrala delen av landet, 190 km väster om huvudstaden Madrid. Segura de Toro ligger 639 meter över havet och antalet invånare är 194.
Terrängen runt Segura de Toro är varierad. Runt Segura de Toro är det ganska glesbefolkat, med 40 invånare per kvadratkilometer. Närmaste större samhälle är Hervás, 8,6 km nordost om Segura de Toro. Trakten runt Segura de Toro består i huvudsak av gräsmarker.